# Ecran
Ecran era una revista chilena, dedicada a entregar informaciones y reportajes sobre la industria cinematográfica, tanto nacional como extranjera. A mediados de los años 1960 comenzó a dar más espacio a la televisión, y en 1969 se convierte en Telecran, una revista de cine y televisión.

## Historia
La primera edición de Ecran fue publicada por la editorial Zig-Zag el 7 de abril de 1930, y se autodenominaba como una revista "cinematográfica y teatral", siendo una de las primeras publicaciones chilenas dedicada a dichas actividades. Durante sus primeros años poseía dos directores: Carlos Borcosque ("director en Hollywood", que se desempeñaba como corresponsal en Estados Unidos); y Roberto Aldunate ("director en Santiago").
Durante sus primeros años, además de entregar informaciones relativas al cine, también presentaba temas y artículos dedicados a las mujeres, junto con creaciones literarias de destacados escritores como Daniel de la Vega, Salvador Reyes y Roberto Meza.
En 1934, Francisco Méndez asumió la dirección de la revista, siendo reemplazado en 1937 por Luis Enrique Délano. Dos años después, en 1939, María Romero asume la dirección, eliminando los temas literarios y femeninos, volcando su dedicación exclusivamente al cine. En 1960, pasó a manos de la periodista Marina de Navasal, y en 1964, María de la Luz Marmentini se hace cargo.
Durante la década de 1960, la revista incrementó paulatinamente su cantidad de páginas dedicadas a la televisión chilena e internacional. La primera columna dedicada a comentar los programas emitidos en los canales chilenos apareció en 1963. En septiembre de 1965 surge Ecran TV, un suplemento inserto en cada edición de la revista, en el cual se presentaban reportajes sobre la televisión y la programación semanal de Canal 9, Canal 13 y UCV Televisión. Este suplemento posteriormente  derivaría en abril de 1967 en la revista Teleguía, también publicada por Zig-Zag.
En 1968 la revista se autodenominaba como "Revista internacional de cine, teatro, radio y televisión". El 29 de julio de 1969 apareció la última edición de Ecran, la cual se fusionó con Teleguía para formar Telecran, la cual comenzó a circular en la semana siguiente del fin de ambas revistas. Telecran se publicó hasta el 27 de agosto de 1971.

## Directores
| Director                            | Periodo         |
| ----------------------------------- | --------------- |
| Carlos Borcosque y Roberto Aldunate | 1930-1934       |
| Francisco Méndez                    | 1934-1937       |
| Luis Enrique Délano                 | 1937-1939       |
| María Romero Cordero                | 1939-1960       |
| Marina de Navasal                   | 1960-1964       |
| María de la Luz Marmentini          | 1964-1969       |
| Omar Ramírez                        | 1969 (interino) |